# Glamis Castle
Glamis – zabytkowy zamek w Glamis, w hrabstwie Angus (Wielka Brytania). Uważany za najbardziej nawiedzony zamek Szkocji.
Najstarsza część zamku pochodzi z XI w. Była to wieża mieszkalna, która pełniła funkcję królewskiego domu myśliwskiego. W XVII w. zamek został gruntownie przebudowany. Tutaj spędziła dzieciństwo Elżbieta Bowes-Lyon, matka królowej Elżbiety II. Na zamku tym urodziła się także księżniczka Małgorzata, młodsza siostra Elżbiety II.
W zamku znajduje się między innymi stara Sala Duncana, w której William Szekspir umieścił scenę zabicia króla w Makbecie. 
Na tereny zamku wiedzie brama z kutego żelaza, wykonana dla Królowej Matki na jej 80. urodziny w 1980 r. Wokół zamku roztaczają się pięknie prowadzone ogrody.
Zamek jest otwarty dla zwiedzających od kwietnia do października, codziennie, w godzinach od 10.30 do 17.30.

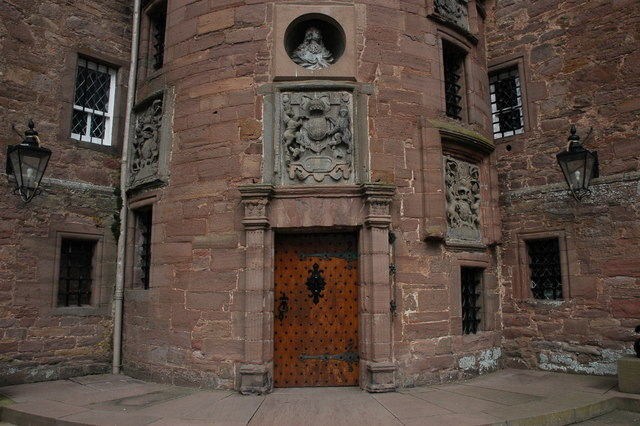
Portal z herbem Zjedn. Królestwa
Portal z herbem Zjedn. Królestwa